# Ultima Oslo
Das Ultima Festival für zeitgenössische Musik Oslo (eigentlich Ultima Oslo Contemporary Music Festival) ist ein jährliches Musikfestival für zeitgenössische Musik und verwandte Künste, das im September und Oktober in Oslo sowohl an großen, etablierten Veranstaltungsorten wie der Norwegischen Nationaloper und dem Norwegischen Ballett, der Osloer Konzerthalle und der Großen Halle der Universität Oslo als auch in kleinen Clubs, Geschäftsräumen, Industriegebäuden, Museen, Schulen und im Freien stattfindet. Es gilt als das größte Festival für zeitgenössische Musik in Skandinavien.
Schirmherr ist Kronprinz Haakon von Norwegen.

## Entwicklung
Ziel des Vereins ist es, jährlich ein internationales Festival für zeitgenössische Musik auf hohem künstlerischem Niveau in Oslo zu organisieren. Die Grundlage des Festivals ist die Koordination der Ressourcen durch die Mitglieder.
Das Ultima wurde 1990 gegründet, als der Verband für Neue Musik die Weltmusiktage in Oslo organisierte. Das erste Festival fand jedoch erst im Herbst 1991 statt. Die Initiatoren waren Knut Høyland (NRK), Geir Johnson (Neue Musik), John Persen (Norwegischer Komponistenverband), Jostein Simble (Musikinformationszentrum) und Helge Skansen (Neue Musik). Ursprünglich wurde Ultima als Zusammenschluss von 16 – später 17 – Musikinstitutionen gegründet, doch schließlich erhielt das Festival unter anderem öffentliche Unterstützung durch den norwegischen Kulturrat und die Stadt Oslo.
Die wichtigste Finanzierungsquelle für die ersten zehn Jahre war die Ölgesellschaft FINA Exploration, die bis 1999 einen Sponsorenvertrag mit dem Festival hatte. Von 2006 bis 2017 wurde das Festival aus Mitteln des Kulturministeriums (60 %) und der Stadt Oslo (40 %) finanziert.

## Direktoren
Direktoren des „Ultima Oslo“-Festivals waren:
- John Persen (1991–93)
- Åse Hedstrøm (1994–98)
- Geir Johnson (1999–2008)
- Lars Petter Hagen (2009–2010)
- Luca Francesconi (2011)
- Lars Petter Hagen (2012–2017)
- Thorbjørn Tønder Hansen (2018-2002)
- Heloisa Amaral (seit 2003)